# Georgeta Popescu
Georgeta Popescu (n. 13 aprilie 2002, Câmpina, Prahova, România) este o sportivă ce a reprezentat România. A participat la Jocurile Olimpice de iarnă pentru tineret din 2020 în care a câștigat o medalie de aur în proba de bob.

## Participări
Lista de mai jos prezintă principalele competiții la care a participat Georgeta Popescu de-a lungul carierei.
- Jocurile Olimpice de iarnă pentru tineret din 2020[*][1]